# Thyene varians
Thyene varians är en spindelart som beskrevs av George William Peckham och Elizabeth Maria Gifford Peckham 1901. Thyene varians ingår i släktet Thyene och familjen hoppspindlar. Inga underarter finns listade i Catalogue of Life.